# Брезниця (Превалє)
Брезниця (словен. Breznica) — поселення в общині Превалє, Регіон Корошка, Словенія. Висота над рівнем моря: 570,6 м.